# Mecca for Moderns
Mecca for Moderns — шестой студийный альбом американской джазовой вокальной группы The Manhattan Transfer, вышедший в 1981 году на лейбле Atlantic. Продюсерами был Джей Грейдон. Диск и песни с него получили три награды Грэмми, а группа стала первой, удостоенной этой награды одновременно в один год в таких разных категориях, как джаз и поп-музыка.
Альбом получил положительные отзывы музыкальных критиков.
Песня «The Boy from New York City» стала первым хитом группы, попавшим в top-10, достигну № 7 в американском хит-параде Billboard Magazine's Hot 100.
24 февраля 1982 года альбом был номинирован на 3 музыкальные награды Грэмми и победил в категориях Лучший джазовый вокал в составе дуэта или группы (за создание «Until I Met You (Corner Pocket)», вошедшей в их альбом), Лучшее вокальное поп-исполнение дуэтом или группой (за создание «Boy From New York City», из этого же альбома). Третью Грэмми в категории Лучшая вокальная аранжировка для двух и более голосов получила песня «A Nightingale Sang In Berkeley Square» и её аранжировщик Gene Puerling.

## Список композиций
1. «On The Boulevard» (Richard Page) — 4:08
2. «The Boy from New York City» (George Davis, John T. Taylor) — 3:40
3. «(Wanted) Dead Or Alive» (S. Francisco) — 3:27
4. «Spies In The Night» (Дэвид Фостер, Jay Graydon) — 3:59
5. «Smile Again» (Bill Champlin, David Foster, Jay Graydon, Alan Paul) — 4:33
6. «Until I Met You (Corner Pocket)» (Freddie Green, Don Wolf) — 5:17
7. «(The Word Of) Confirmation» (Чарли Паркер) — 3:14
8. «Kafka» (Bernard Kafka, Jay Graydon) — 4:08
9. «A Nightingale Sang in Berkeley Square» (Eric Maschwitz, Manning Sherwin) — 3:46

## Позиции в чартах
| Чарт (1982)                | Высшая позиция |
| -------------------------- | -------------- |
| США Billboard 200          | 22             |
| США Jazz Albums            | 6              |
| США Top Pop Catalog Albums | 22             |